# Дјене (Вијена)
Дјене (фр. Dienné) насеље је и општина у западној Француској у региону Поату-Шарант, у департману Вијена која припада префектури Поатје.
По подацима из 2011. године у општини је живело 528 становника, а густина насељености је износила 31,88 становника/km². Општина се простире на површини од 16,56 km². Налази се на средњој надморској висини од 212 метара (максималној 139 m, а минималној 101 m).

## Демографија
| 1962. | 1968. | 1975. | 1982. | 1990. | 1999. | 2011. |
| ----- | ----- | ----- | ----- | ----- | ----- | ----- |
| 238   | 275   | 253   | 285   | 339   | 388   | 528   |

График промене броја становника у току последњих година